# Exponenciální vyrovnávání
Exponenciální vyrovnávání (někdy též exponenciální vyhlazování) je jednoduchá metoda pro vyhlazování a krátkodobou predikci časových řad. Název pochází z toho, že význam (váha) datového bodu pro hodnotu predikce exponenciálně klesá s časovou vzdáleností od predikce (stářím daného datového bodu). Exponenciální vyrovnávání z pohledu teorie zpracování signálu působí jako filtr typu dolní propust a odstraní z dat vysokofrekvenční šum.
Předpokládejme, že časová řada {\displaystyle \{x_{t}\}} má začátek v čase {\displaystyle t=0} a výstup algoritmu exponenciálního vyrovnávání se píše {\displaystyle \{s_{t}\}}. Pak nejjednodušší podoba exponenciálního vyhlazování je dána vzorci:
{\displaystyle {\begin{aligned}s_{0}&=x_{0}\\s_{t}&=\alpha x_{t}+(1-\alpha )s_{t-1},\ t>0\end{aligned}}}
kde {\displaystyle \alpha } je vyrovnávací konstanta, {\displaystyle 0<\alpha <1}. Vyrovnávací konstantu je potřeba nastavit podle chování dané časové řady, například tak, že se vyzkouší několik hodnot a podle součtu čtverců chyb se zvolí nejlepší konstanta. V uvedené jednoduché podobě se metoda hodí pro zpracování řad, které nevykazují výrazný trend a jen nepravidelně kolísají, například při řízení skladových zásob.
Pro zahrnutí trendu a sezónnosti byly vypracovány složitější varianty této metody, zejména takzvané dvojité exponenciální vyrovnávání, jež zahrnuje vliv lineárního trendu, a trojité (Holtovo-Wintersovo) exponenciální vyrovnávání.
Softwarově je exponenciální vyrovnávání pokryto například v MS Excelu a LibreOffice funkcí FORECAST.ETS, v programovacím jazyce R funkcí ets v balíčku forecast a v mnoha jiných statistických softwarových nástrojích.